# Phyllophaga erota
Phyllophaga erota är en skalbaggsart som beskrevs av Saylor 1942. Phyllophaga erota ingår i släktet Phyllophaga och familjen Melolonthidae. Inga underarter finns listade i Catalogue of Life.